# Long Ridge (Ellsworthland)
Der Long Ridge (englisch für Langer Grat) ist ein rund 6 km langer und bis zu 1180 m hoher Gebirgskamm an der Orville-Küste des westantarktischen Ellsworthlands. In nordsüdlicher Ausrichtung ragt er an der Nordflanke des Srite-Gletschers westlich des Mount Leek in den Hauberg Mountains auf.
Eine Mannschaft des United States Geological Survey erkundete ihn zwischen 1977 und 1978. Das UK Antarctic Place-Names Committee gab ihm am 20. Januar 2007 seinen deskriptiven Namen.